# Годекшур
Годекшу́р (рос. Годекшур) — присілок в Ігринському районі Удмуртії, Росія.

## Населення
Населення — 73 особи (2010; 95 в 2002).
Національний склад станом на 2002 рік:
- удмурти — 71 %

## Урбаноніми[3]
- вулиці — Центральна